# Savo Island
Savo Island er en vulkansk ø i Salomonøerne i Stillehavet. Det ligger nordøst for den nordlige spids af Guadalcanal. Politisk er Savo Island en del af Salomonøerne centrale provins. Det indfødte sprog på Savo er Savosavo.
Vulkanen på øen var sidst i udbrud i årene mellem 1835 og 1850. Et udbrud var så kraftigt at det udryddede alt liv på øen. Et tidligere udbrud forekom i 1568. Ifølge data fra World Organization of Volcanic Observatories er Savo Island aktiv hvert 100 til 300 år. 

## Savo Island under 2. Verdenskrig
På grund af dens nærhed til Guadalcanal og de hårde kampe om kontrollen over Salomonøerne figurerede Savo i mange af søslagene omkring Guadalcanal. Den er mest kendt for de mange søslag som blev udkæmpet i det nærliggende "Ironbottom Sound" under 2. Verdenskrig mellem de allierede flådestyrker og den japanske flåde. 
Liste over søslag i 2. Verdenskrig, som blev ukæmpet i nærheden af Savo Island:
- Slaget ved Savoøen, 9. august 1942
- Slaget ved Kap Esperance 11. oktober – 12. oktober 1942
- Søslaget ved Guadalcanal, 13. november – 15. november 1942
- Slaget ved Tassafaronga, 30. november 1942

9°08′00″S 159°49′00″Ø / 9.1333333333333°S 159.81666666667°Ø